# 少女達の茶道ism
『少女達の茶道ism』（しょうじょたちのサディズム）は、月吉ヒロキによる日本の成人向け漫画。
お嬢様中学の茶道部を舞台に男性顧問教師が黒タイツを履いた女子中学生達とハーレムSEXをする。2016年にアダルトアニメ化された。

## あらすじ
男性教師が茶道部の顧問としての活動初日から「シビレ薬」と「催淫剤」を盛られて部員である女子中学生達に襲われる。その後「おっぱい比べ」「コスプレ生ハメ」「監禁強制射精管理」「監禁アナル中出し」「絶対孕ませ子作り」などマニアックなプレイが行われる。

## 登場人物
今井 宗一郎
声：イトウ酒
茶道部顧問。
隠れロリコンで黒タイツが大好きな青年。
朝宮 沙織
声：美苗ことり
茶道部部長。中学三年生。14歳。
学園を経営する朝宮家の一人娘。生粋のお嬢様気質。
山本 五十鈴
声：宮本あすか
茶道部副部長。中学三年生。14歳。実家は弓道館。
典型的な大和撫子。バストは普通。
藤枝 都
声：みるく
外見とは裏腹に執念深く黒キャラな部分もある。バストは小さいのを気にしてる。
茶道部部員。中学一年生。13歳。
牧之原 鈴花
声：さくらかれん
茶道部部員。中学一年生。12歳。
ふわふわ巻き毛と花の髪飾りがチャームポイント。非処女。バストは巨乳。

## アダルトアニメ
2016年にミルキーレーベルによってアダルトアニメ化された。